# NGC 500
NGC 500 is een elliptisch sterrenstelsel in het sterrenbeeld Vissen. Het hemelobject ligt 512 miljoen lichtjaar (157×106 parsec) van de Aarde verwijderd en werd op 6 december 1850 ontdekt door de Iers amateur-astronoom William Parsons.

## Synoniemen
- 2MASX J01223937+0523142
- MCG +01-04-040
- PGC 5013
- ZWG 411.39
- NPM1G +05.0056